# Maren Ade
Maren Ade   (Karlsruhe, 12 de desembre de 1976) és una directora de cinema, guionista i productora. Ade Actualment viu a Berlín, i ensenya guionatge a l'Acadèmia de Cinema Baden-Württemberg a Ludwigsburg. Juntament amb Janine Jackowski i Jonas Dornbach, també és propietària de la productora de cinema Komplizen Film.

## Biografia
Ade va néixer a Karlsruhe, Alemanya oriental. Quan era adolescent, Ade va dirigir els seus primers curtmetratges.
El 1998, va començar a estudiar producció i administració de mitjans de comunicació, i després direcció de cinema a la University of Television and Film (HFF) a Múnic, finalitzats els estudis amb èxit en 2004.

## Carrera
En 2001, Ade va fundar amb Janine Jackowski, un amic i company de la HFF, l'empresa de producció cinematogràfica Komplizen Film. Amb  Komplizen Film va produir la seua pel·lícula final de carrera The Forest for the Trees a HFF en 2003. Entre altres guardons, la pel·lícula va rebre el Premi de Jurat Especial al Festival de cinema de Sundance en 2005. The Forest for the Trees fou projectat en nombrosos festivals internacionals.
En 2009, la seua segona pel·lícula Everyone Else celebrava el seu primer reconeixement mundial en la secció Oficial del Festival Internacional de cinema de Berlín, on va rebre l'Os de Plata a la Millor Pel·lícula (Jury Grand Prix) i l'Os de Plata a la Millor Actriu per Birgit Minichmayr. Everyone Else va ser projectada en més de 18 països.
En 2012, Ade va anunciar que estava escrivint i dirigint una pel·lícula amb el títol Toni Erdmann sobre un home que comença a fer bromes a la seua filla adulta quan s'adona que ha esdevingut massa seriosa. La pel·lícula va debutar en competició al Festival de Cinema de Cannes de 2016, essent la primera pel·lícula alemanya que hi debutava en 10 anys. La pel·lícula va guanyar el primer premi als Premis del Cinema Europeu (Millor Pel·lícula europea), fent d'Ade la primera dona directora que guanya el màxim guardó en aquells premis.

## Vida personal
Ade viu amb el director Ulrich Köhler i els seus dos fills a Berlin.

## Premis i nomenaments
- 2005: Special Jury Award, Sundance Film Festival for The Forest for the Trees
- 2005: Best Feature Film - Grand Prize, IndieLisboa - International Independent Film Festival for The Forest for the Trees
- 2005: Best Film, nomination for the German Film Award for The Forest for the Trees
- 2005: Best Feature Film, Cine Jove Valencia Film Festival for The Forest for the Trees
- 2005: Best Actress: Eva Löbau, Buenos Aires Independent Film Festival for The Forest for the Trees
- 2009: Silver Bear – Jury Grand Prix, Berlinale, for Everyone Else
- 2009: Silver Bear– Best Actress for Birgit Minichmayr, Berlinale, for Everyone Else
- 2010: Nominated for Best Film, Best Direction and Best Female Lead for Birgit Minichmayr, German Film Award for Everyone Else
- 2010: Best Direction and FIPRESCI Critics' Award, Buenos Aires Festival of Independent Cinema for Everyone Else
- 2010: Main Prize, International Women's Film Festival Dortmund for Everyone Else
- 2010: Best Actor for Lars Eidinger, Love Is Folly International Film Festival for Everyone Else
- 2010: Best Actress for Birgit Minichmayr, Ourense Film Festival for Everyone Else
- 2014: Berlin Art Prize in the category Film and Media Art
- 2015: DEFA Foundation Award for Outstanding Performance in German Film for Komplizen Film
- 2016: Academy Award nomination, Best Foreign Film, for "Toni Erdmann"

## Filmografia
Com a director i guionista
- 2000 Level 9, curtmetratge (guió i direcció)
- 2001 Vegas, curtmetratge (guió i direcció)
- 2003 The Forest for the Trees, llargmetratge (guió i direcció)
- 2009 Everyone Else, llargmetratge (guió i direcció)
- 2016 Toni Erdmann, llargmetratge (guió i direcció)

Com a productora
- 2002 Karma Cowboy, llargmetratge per a Sonja Heiss i Vanessa van Houten, productora
- 2006 Hotel Very Welcome, llargmetratge per a Sonja Heiss, productora
- 2011 Sleeping Sickness, llargmetratge per a Ulrich Köhler, productora
- 2012 Tabu, llargmetratge per a Miguel Gomes, co-productora
- 2012 The Dead and the Living, llargmetratge per a Barbara Albert, co-productora
- 2013 Tanta Agua, llargmetratge per a Ana Guevara i Leticia Jorge, co-productora
- 2013 Redemption, curtmetratge per a Miguel Gomes, co-productora
- 2014 Superegos, llargmetratge per a Benjamin Heisenberg, productora
- 2014 Love Island, llargmetratge per a Jasmila Zbanic, co-productora
- 2015 Hedi Schneider Is Stuck, llargmetratge per a Sonja Heiss, productora
- 2015 Arabian Nights, llargmetratge per a Miguel Gomes, co-productora